# Інтерлінгвістика
Інтерлінгві́стика — науково-практична наукова дисципліна, що займається питаннями створення і функціонування різних засобів міжнародного спілкування, від допоміжних мов (ідо, есперанто, волапюк, інтерлінгва) до математичних «мов»-посередників, допоміжних інформаційних кодів комп'ютерів, машинного перекладу і т. д. Ще в XVII—XVIII ст. створювалися штучні «філософські» міжнародні мови, покликані замінити собою латину як засіб (в середні віки) міжнародного наукового спілкування. Пізніше штучні мови стали враховувати національні фонди лексики і фразеології (найвідоміша з таких мов — есперанто). У комп'ютерній інформатиці інтерлінгвістика використовується як абстрактна теорія мови для побудови систем і кодів письмово-символічного запису різномовної інформації.

## Історія
Термін інтерлінгвістіка з'явився в 1911 році і був визначений його автором, бельгійським вченим Ж. Мейсмансом, як наука про «природні закони формування спільних допоміжних мов», під якими він мав на увазі будь-які мови, здатні виступати в ролі посередників міжмовного і навіть міждіалектного спілкування, тобто як природні, так і штучні мови. На думку Мейсманса, закони формування природних міжнародних мов могли бути перенесені і на штучні мови-посередники.
Ширше розумів завдання інтерлінгвістики Отто Єсперсен, завдяки якому цей термін і увійшов до лінгвістичного вжитку. За Єсперсеном інтерлінгвістіка являє собою «галузь мовознавства, яка досліджує структуру та основні поняття всіх мов, маючи на меті встановлення норм для міжмов». Таке визначення передбачає зіставне вивчення природних мов і створення свого роду універсальної граматики, яка повинна слугувати теоретичною основою для побудови штучної мови, а також для оцінки різних запропонованих проєктів. У цьому інтерлінгвістіка фактично зближалася з типологією.
Згодом інтерлінгвістіка концентрується на вивченні міжнародних штучних мов як одного із засобів подолання мовного бар'єру. У зв'язку з цим виявляється тенденція осмислити інтерлінгвістіку як розділ мовознавства, що вивчає міжнародні мови в контексті загальної теорії міжмовного спілкування. Для цього періоду характерні твердження, згідно з якими до предмету інтерлінгвістики відносяться дослідження процесів взаємодії національних мов в сучасну епоху і виникнення «інтернаціоналізмів», розробка штучних мов різного роду і прогнозування їх структури, аналіз досвіду їх функціонування та визначення їх функціональних можливостей по відношенню до природних мов. Таке визначення дається і у Великому енциклопедичному словнику (Мовознавство. Великий енциклопедичний словник / Гол. ред. В. Н. Ярцева. — М.: Велика російська енциклопедія, 1998.).

### Віхи
До 19 століття пропонувалися до розгляду, в основному, апріорні, відірвані від життя мовні проєкти. З апостеріорних лінгвомоделей найчастіше пропонувалися проєкти модифікованої латині. Також великим явищем був проєкт Всеслов'янської мови Юрія Крижанича (1661 р.), що поклав початок панслов'янським проєктам і панглотиці взагалі.

### Античність
Проєкт штучної мови Алексарха (4-3 століття до н. е.)

### Середньовіччя
- Арабський шейх Мохіеддін (? Рік)
- Раймонд Луллія (1235—1315 роки): таблиця універсальних принципів і класифікація ідей

### 17–18 століття
- Алекс Топ, 1603: проєкт загальної мови (у книзі «Оливковий лист»)
- Герман Гуго, 1616 р.: порівняння алфавітних й ідеографічних систем спілкування (книга «De prima scribendi»)
- Декарт, 1629 р.:
- Ляйбніц,
- Д'Аламбер,
- З розробкою ідеї всесвітньої писемності виступив першим англійський лінгвіст Джордж Дальгарно, який опублікував у 1661 році книгу під назвою «Ars signorum, vulgo character universalis et lingua philosophica» (у перекладі з латини — «Мистецтво позначень, загальнозрозумілою універсальні характери і філософська мова»). Термін «lingua philosophica» був потім замінений відомішим нині — «пазиграфія» (pasigraphia).
- Наступна спроба створення світового письма була зроблена в 1668 році честерським єпископом Вілкінсом, але настільки ж невдала
- Крижанич, 1661 р.: проєкт всеслов'янського мови «Ruski Jezik»
- Після столітньої перерви в проєктуванні пазиграфій (після системи Уїлкінса) угорський граматик Дьордь Кальмар викликав справжню лавину систем всесвітньої писемності.